# National Film Award/Bester Hauptdarsteller
Die Gewinner des National Film Award der Kategorie Bester Hauptdarsteller (Best Actor) waren:
| Jahr | Darsteller                       | Film                         | Sprache                                 |
| ---- | -------------------------------- | ---------------------------- | --------------------------------------- |
| 1967 | Uttam Kumar                      | Antony Firingee Chiriakhana  | Bengalisch                              |
| 1968 | Ashok Kumar                      | Aashirwaad                   | Hindi                                   |
| 1969 | Utpal Dutt                       | Bhuvan Shome                 | Hindi                                   |
| 1970 | Sanjeev Kumar                    | Dastak                       | Hindi                                   |
| 1971 | M. G. Ramachandran               | Rickshawkaran                | Tamilisch                               |
| 1972 | Sanjeev Kumar                    | Koshish                      | Hindi                                   |
| 1973 | P. J. Antony                     | Nirmalyam                    | Malayalam                               |
| 1974 | Sadhu Meher                      | Ankur                        | Hindi                                   |
| 1975 | M. V. Vasudeva Rao               | Chomana Dudi                 | Kannada                                 |
| 1976 | Mithun Chakraborty               | Mrigaaya                     | Hindi                                   |
| 1977 | Gopi                             | Kodiyettam                   | Malayalam                               |
| 1978 | Arun Mukherjee                   | Parashuram                   | Bengalisch                              |
| 1979 | Naseeruddin Shah                 | Sparsh                       | Hindi                                   |
| 1980 | Balan K. Nair                    | Oppol                        | Malayalam                               |
| 1981 | Om Puri                          | Arohan                       | Hindi                                   |
| 1982 | Kamal Haasan                     | Moondram Pirai               | Tamilisch                               |
| 1983 | Om Puri                          | Ardh Satya                   | Hindi                                   |
| 1984 | Naseeruddin Shah                 | Paar                         | Hindi                                   |
| 1985 | Shashi Kapoor                    | New Delhi Times              | Hindi                                   |
| 1986 | Chaaru Haasan                    | Tabaran Kathe                | Kannada                                 |
| 1987 | Kamal Haasan                     | Nayagan                      | Tamilisch                               |
| 1988 | Premji                           | Piravi                       | Malayalam                               |
| 1989 | Mammootty                        | Mathilukal                   | Malayalam                               |
| 1990 | Amitabh Bachchan                 | Agneepath                    | Hindi                                   |
| 1991 | Mohanlal                         | Bharatham                    | Malayalam                               |
| 1992 | Mithun Chakraborty               | Tahader Katha                | Bengalisch                              |
| 1993 | Mammootty                        | Ponthan Mada                 | Malayalam                               |
| 1994 | Nana Patekar                     | Krantiveer                   | Hindi                                   |
| 1995 | Rajit Kapoor                     | The Making of the Mahatma    | Englisch                                |
| 1996 | Kamal Haasan                     | Indian                       | Tamilisch                               |
| 1997 | Suresh Gopi S. Balachandra Menon | Kaliyattam Samaantharangal   | Malayalam                               |
| 1998 | Mammootty Ajay Devgan            | Dr. Babasaheb Ambedkar Zakhm | Hindi                                   |
| 1999 | Mohanlal                         | Vaanaprastham                | Malayalam                               |
| 2000 | Anil Kapoor                      | Pukar                        | Hindi                                   |
| 2001 | Murali                           | Neythukaaran                 | Malayalam                               |
| 2002 | Ajay Devgan                      | The Legend of Bhagat Singh   | Hindi / Englisch / Bengalisch / Panjabi |
| 2003 | Vikram                           | Pithamagan                   | Tamilisch                               |
| 2004 | Saif Ali Khan                    | Hum Tum                      | Hindi                                   |
| 2005 | Amitabh Bachchan                 | Black                        | Hindi                                   |
| 2006 | Soumitra Chatterjee              | Podokkhep                    | Bengalisch                              |
| 2007 | Prakash Raj                      | Kanchivaram                  | Tamilisch                               |
| 2008 | Upendra Limaye                   | Jogva                        | Marathi                                 |

Derzeit erhält der Gewinner einen Rajat Kamal und ein Preisgeld von 50.000 Rupien.